# Hemodinamică
Hemodinamica este disciplina care are ca obiect de studiu circulația sângelui în aparatul vascular. Este o aplicare a dinamicii fluidelor în domeniul fiziologiei.